# Персеида
Персеида је у грчкој митологији била Океанида, која је Хелију родила четворо деце, Кирку, Пасифају, Ејета и Перса.

## Етимологија
У литератури се среће и као Перса. Њено име потиче од речи persô што значи уништити, убити, силовати или опрљити ватром. Такође, то име се везује и уз богињу Хекату, као њен епитет и указује на могућу везу између ова два лика.

## Митологија
Према теогонији, она је најстарија Океанова кћерка и најпре је била мајка Ејета и Кирке, а тек касније, према другим изворима и Пасифаје и Перса, а као њен син се помиње и Алоеј. Према неким изворима, била је богиња враџбина и магије и њене кћерке, као и унука Медеја су наследиле тај таленат од ње.